# Mövlud Mirəliyev
Movlud Miraliyev (in azero Mövlud Mirəliyev; Kitob, 27 febbraio 1974) è un ex judoka azero, vincitore della medaglia di bronzo nella categoria fino a 100 kg ai Giochi olimpici del 2008.

## Palmarès
- Giochi olimpici

2008 - Pechino: bronzo nei 100 kg.
- Campionati mondiali di judo

2003 - Osaka: bronzo nella categoria Open.